# Victor Valderrabano

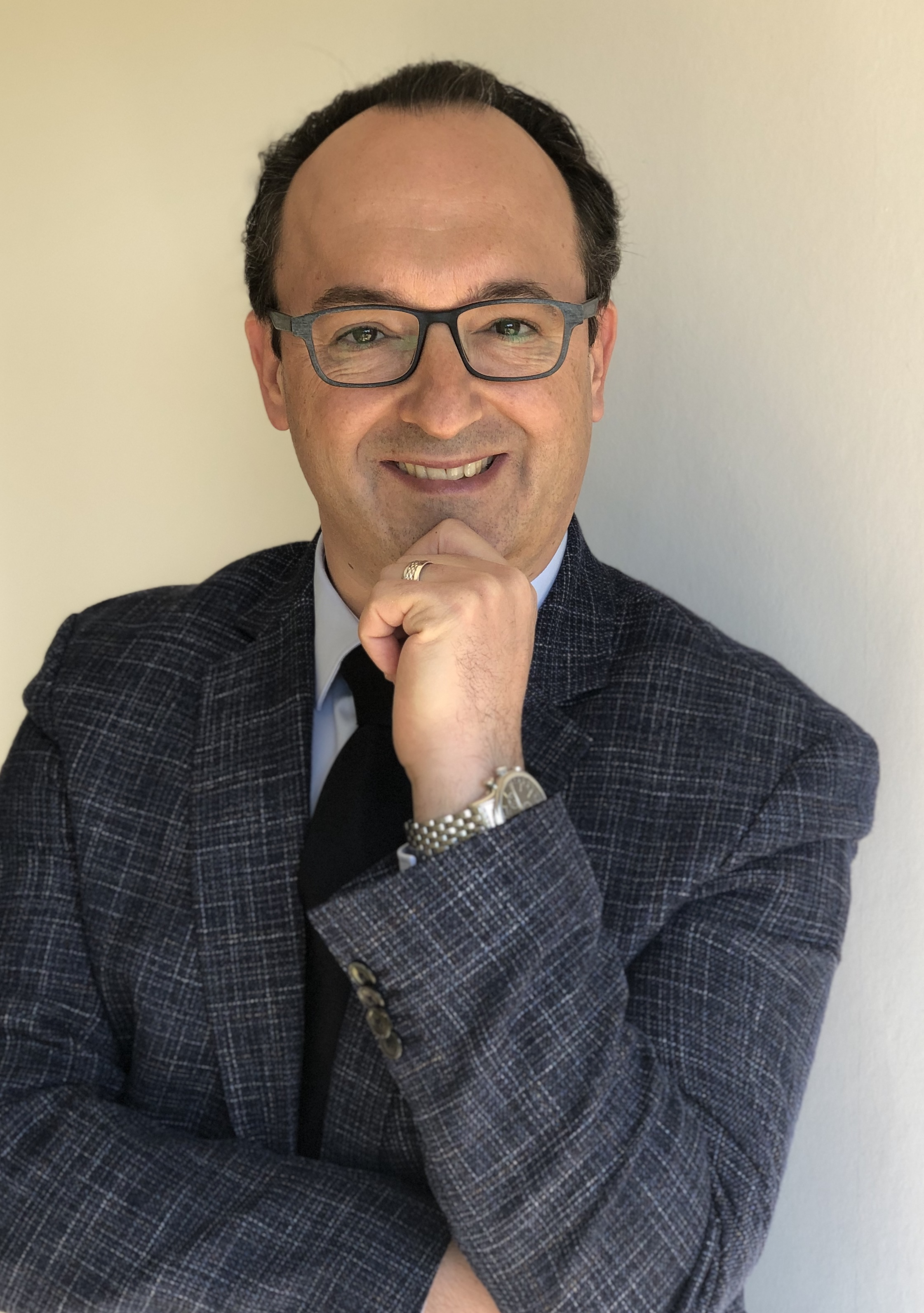
Victor Valderrabano, 2020

Victor-Manuel Valderrabano (* 19. September 1972; heimatberechtigt in Zürich) ist ein schweizerischer orthopädischer Chirurg und Traumatologe mit dem Behandlungsschwerpunkt Sporttraumatologie, Arthrosechirurgie und rekonstruktive Chirurgie der unteren Extremität.

## Werdegang
Victor Valderrabano studierte Humanmedizin an der Universität Zürich und promovierte dort zum Dr. med. An der University of Calgary schloss er danach noch eine zweite Promotion zum Ph.D. in Biomechanik und Arthroseforschung ab. Nach beruflichen Stationen am Universitätsspital Basel und am Spital Davos erwarb er im Jahr 2006 den Facharzt für orthopädische Chirurgie und Traumatologie. Bereits 2005 erhielt Valderrabano den Fähigkeitsausweis für Sportmedizin der Schweizerischen Gesellschaft für Sportmedizin. 2006 wurde Valderrabano an der Medizinischen Fakultät der Universität Basel für Orthopädische und Traumatologische Chirurgie habilitiert und 2009 zum Professor für Orthopädische und Traumatologische Chirurgie ernannt. Von 2009 bis 2014 war Valderrabano Chefarzt der Orthopädischen Universitätsklinik am Universitätsspital Basel. Seit Januar 2015 praktiziert er als Leiter der Orthopädie-Traumatologie an der Schmerzklinik Basel der Schweizer Genolier Privatklinik-Gruppe GSMN.

## Spezialgebiete und Behandlungsschwerpunkte
Valderrabano ist Spezialist für die orthopädische und traumatologische Chirurgie der unteren Extremität (Hüfte, Knie, Fuss und Sprunggelenk). Zu seinen Behandlungsschwerpunkten zählen ausserdem Arthrosechirurgie, Gelenkerhaltende Chirurgie (Knorpelrekonstruktion, Osteotomien), Prothetik (Gelenkersatz), Sportorthopädie, Traumatologie und die Rekonstruktion posttraumatischer Zustände. U.a Dario Cologna, Boris Becker, Victor Röthlin, Mame Diouf und Didier Ya Konan liessen sich von Valderrabano behandeln.

## Wissenschaftliche Leistungen
Valderrabano hat zahlreiche wissenschaftliche Artikel, klinische und wissenschaftliche Buchkapitel und Bücher veröffentlicht, seine Forschungsschwerpunkte sind u. a. Arthrose, OSG-Arthrose, Sprunggelenksprothetik, Fuss-Sportverletzungen, Tibialis posterior-Insuffizienz, Biomechanik, OSG-Instabilität, OSG-Arthroskopie, Pedobarographie und Ganganalyse. Valderrabano hat das Osteoarthritis Research Center Basel gegründet.

## Preise und Auszeichnungen
Für seine wissenschaftlichen Leistungen erhielt Valderrabano folgende Auszeichnungen:
- Orthopedic Research Fellowship SGO Award 2001
- Sport Orthopaedic Award “Michael Jäger” 2001
- Fellowship GOTS Award 2002
- European Foot & Ankle Society EFAS Award 2002
- Research SGO Award “Venel” 2002
- Orthopedic Research Fellowship SGO Award 2004/2005
- Harold Vasey-Award 2004: Best National Candidate at Swiss National Board Exam for Orthopaedic Surgery 2004
- Honorary Membership of the Spanish Foot and Ankle Society AEMCP 2004
- Research Grand of the Swiss Federal Council of Sports 2004–2006
- SNF Research Career Award 2005
- Young Investigator Award EFSMA 2005
- DAF Research Award “Imhaeuser” 2006
- AOFAS Basic Science Award “J. Leonard Goldner” 2006
- Best Paper Award of the European Society for Sportstraumatology, Knee Surgery and Arthroscopy (ESSKA) 2006
- Research Grand of the Swiss Federal Council of Sports 2007–2009
- SMIT Sendai Technology Award 2007
- SNF Research Grant 2008
- Honorary Title of the University of Tenerife La Laguna 2014
- Paper of Highest Public Interest 2015, “Sports Orthopaedics and Traumatology”, Elsevier Verlag
- Wahl zum Mitglied des wissenschaftlichen Beirats der Deutschen Zeitschrift für Sportmedizin, 2015
- Wahl zum Vice-Editor der Zeitschrift “Sports Orthopaedics and Traumatology” 2015, Elsevier Verlag

## Ämter und Mitgliedschaften
Victor Valderrabano ist Präsident der Gesellschaft für Orthopädisch-Traumatologische Sportmedizin (GOTS) und Vorstandsmitglied der Swiss Foot & Ankle Society (SFAS) sowie der European Foot & Ankle Society (EFAS). Zudem ist er Mitglied in verschiedenen orthopädischen Fachgesellschaften: u. a. Swiss Medical Association (FMH), Swiss Orthopaedics, American Academy of Orthopaedic Surgeons (AAOS), American Orthopaedic Foot and Ankle Society (AOFAS), AO Alumni Association, AO/ASIF.

## Publikationen
- K. Barg, M. Wiewiorski, A. E. Anderson, S. W. Schneider, M. D. Wimmer, D. C. Wirtz, V. Valderrabano, A. Barg, G. Pagenstert: Total ankle replacement in patients with von Willebrand disease: mid-term results of 18 procedures. In: Haemophilia. 2015, S. n/a, doi:10.1111/hae.12561. PMID 25688467.
- M. Horisberger, H. B. Henninger, V. Valderrabano, A. Barg: Bone augmentation for revision total ankle arthroplasty with large bone defects. In: Acta orthopaedica. [elektronische Veröffentlichung vor dem Druck] Januar 2015, doi:10.3109/17453674.2015.1009673. PMID 25619728.
- M. Wiewiorski, A. Barg, H. Hoerterer, T. Voellmy, H. B. Henninger, V. Valderrabano: Risk factors for wound complications in patients after elective orthopedic foot and ankle surgery. In: Foot & ankle international. Band 36, Nummer 5, Mai 2015, S. 479–487, doi:10.1177/1071100714565792. PMID 25550453.
- M. Loibl, S. Lang, G. Brockhoff, B. Gueorguiev, F. Hilber, M. Worlicek, F. Baumann, S. Grechenig, J. Zellner, M. Huber, V. Valderrabano, P. Angele, M. Nerlich, L. Prantl, S. Gehmert: The effect of leukocyte-reduced platelet-rich plasma on the proliferation of autologous adipose-tissue derived mesenchymal stem cells. In: Clinical hemorheology and microcirculation. Dezember 2014, doi:10.3233/CH-141920. PMID 25536920.
- M. Wiewiorski, T. Schlemmer, M. Horisberger, K. Prugsawan, V. Valderrabano, A. Barg: Ankle fusion with a trabecular metal spacer and an anterior fusion plate. In: The Journal of foot and ankle surgery : official publication of the American College of Foot and Ankle Surgeons. Band 54, Nummer 3, Mai–Juni 2015, S. 490–493, doi:10.1053/j.jfas.2014.09.033. PMID 25484115.
- M. A. Müller, A. Mehrkens, R. Zürcher, P. Vavken, V. Valderrabano: Effectiveness of the addition of Lidocaine to a hemostatic, bioresorbable putty in the treatment of iliac crest donor site pain. In: BMC musculoskeletal disorders. Band 15, 2014, S. 415, doi:10.1186/1471-2474-15-415. PMID 25482244, PMC 4295296 (freier Volltext).
- M. Horisberger, A. Barg, M. Wiewiorski, A. E. Anderson, V. Valderrabano: Ankle joint-preserving surgery in a patient with severe haemophilia and Noonan syndrome: case report and literature review. In: Haemophilia. Band 21, Nummer 1, Januar 2015, S. e105–e108, doi:10.1111/hae.12583. PMID 25471311.
- A. Leumann, V. Valderrabano, S. Hoechel, B. Göpfert, M. Müller-Gerbl: Mineral density and penetration strength of the subchondral bone plate of the talar dome: high correlation and specific distribution patterns. In: The Journal of foot and ankle surgery : official publication of the American College of Foot and Ankle Surgeons. Band 54, Nummer 1, 2015 Jan–Feb, S. 17–22, doi:10.1053/j.jfas.2014.09.035. PMID 25451205.
- M. Jacxsens, A. Van Tongel, L. B. Willemot, A. M. Mueller, V. Valderrabano, L. De Wilde: Accuracy of the glenohumeral subluxation index in nonpathologic shoulders. In: Journal of Shoulder and Elbow Surgery. Band 24, Nummer 4, April 2015, S. 541–546, doi:10.1016/j.jse.2014.07.021. PMID 25441558.
- M. Kretzschmar, O. Bieri, M. Miska, M. Wiewiorski, N. Hainc, V. Valderrabano, U. Studler: Characterization of the collagen component of cartilage repair tissue of the talus with quantitative MRI: comparison of T2 relaxation time measurements with a diffusion-weighted double-echo steady-state sequence (dwDESS). In: European radiology. Band 25, Nummer 4, April 2015, S. 980–986, doi:10.1007/s00330-014-3490-5. PMID 25407662.
- Victor Valderrabano: Fuß & Sprunggelenk und Sport. Deutscher Ärzteverlag, 2009, ISBN 978-3-7691-1258-0.
- Victor Valderrabano: Die Geschichte der Orthopädie an der Universität Basel. Karger Verlag, 2014, ISBN 978-3-318-02586-6.